# Пионерский (Новосибирская область)
Пионе́рский — посёлок в Новосибирском районе Новосибирской области России. Входит в состав Берёзовского сельсовета.

## География
Площадь посёлка — 9 гектаров.

## Население
| 2002 | 2007 | 2010 |
| ---- | ---- | ---- |
| 18   | ↘12  | ↘8   |

## Инфраструктура
В посёлке по данным на 2007 год отсутствует социальная инфраструктура.